# Largo Winch (série de televisão)
Largo Winch é uma série de televisão baseada nas histórias em quadrinhos de Philippe Francq e Jean Van Hamme. O programa começou a ser exibido em 2001, em países como Alemanha e França. Participações especiais notórias incluem as feitas por Elisha Cuthbert, David Carradine, Vernon Dobtcheff e Kim Poirier.

## Premissa
Largo Winch é o filho adotado de Nerio Winch, um homem bilionário e bem-sucedido com suas indústrias. Quando Nerio sente que a morte está por chegar, nomeia Largo como herdeiro, mesmo sem este conhecer seu pai. Junto a Simon, um amigo que conheceu na prisão, Joy, a guarda-costas de Nerio, Karinsky, um expert em computadores, e John Sullivan, advogado de seu pai, Largo descobre toda a verdade e tenta manter o que seu pai fez de bom intacto, e reverter tão bem quanto tudo que ele fez de errado.

## Elenco
| Ator           | Personagem     |
| -------------- | -------------- |
| Paolo Seganti  | Largo Winch    |
| Sydney Penny   | Joy Arden      |
| Serge Houd     | John Sullivan  |
| Diego Wallraff | Simon Ovronnaz |

| Ator            | Personagem        |
| --------------- | ----------------- |
| Geordie Johnson | Georgy Kerensky   |
| Tyrone Benskin  | Waldo Buzetti     |
| Sonia Benezra   | Alicia Del Ferill |
| Charles Powell  | Michel Cardignac  |

## Episódios
Largo Winch teve no total 33 episódios, divididos em duas temporadas. Os únicos atores que participaram de todos os episódios foram Paolo Seganti, Sydney Penny, Diego Wallraff, Serge Houde e Geordie Johnson.